# Борисово (сельское поселение Сиземское)
Борисово — деревня в Шекснинском районе Вологодской области России. Входит в состав сельского поселения Сиземского , с точки зрения административно-территориального деления — в Еремеевский сельсовет.

## География
Стоит возле реки Чернуха. 

### Географическое положение
Расстояние до районного центра Шексны по автодороге — 28 км, до центра муниципального образования Чаромского по прямой — 8 км. Ближайшие населённые пункты — Шигоево, Жабино, Виноградово.

## История
С 1 января 2006 года по 8 апреля 2009 года входила в Еремеевское сельское поселение.

## Население
| 2010 |
| ---- |
| 0    |

По данным переписи в 2002 году постоянного населения не было.

## Инфраструктура
Было личное подсобное хозяйство.

## Транспорт
Просёлочные дороги. 